# 飯田秀総
飯田 秀総（いいだ ひでふさ、1979年 - ）は、日本の法学者。専門は商法、特に金融商品取引法。
東京大学大学院法学政治学研究科教授。落合誠一門下。

## 経歴
2002年、東京大学法学部卒業。2003年、司法修習（第56期）修了。
2006年、東京大学大学院法学政治学研究科総合法政専攻修士課程修了（修士（法学））。
2006年、東京大学大学院法学政治学研究科助手。2007年、同研究科助教。
2008年、Harvard Law School LL.M修了。2009年、東京大学大学院法学政治学研究科助教。
2010年、神戸大学大学院法学研究科准教授。2017年、東京大学大学院法学政治学研究科准教授。2023年、同研究科教授。

## 著書

### 単著
- 『株式買取請求権の構造と買取価格算定の考慮要素』（商事法務、2013年8月、ISBN 978-4-7857-2108-4）
- 『公開買付規制の基礎理論』（商事法務、2015年10月、ISBN 978-4-7857-2332-3）
- 『企業買収法の課題』（有斐閣、2022年12月、ISBN 978-4-641-23302-7）
- 『金融商品取引法』（新世社〈ライブラリ現代の法律学〉、2023年4月、ISBN 978-4-88384-359-6）

### 共著
- 『数字でわかる会社法』（有斐閣、2013年4月、ISBN 978-4-641-13638-0）
  - 『数字でわかる会社法』（第2版、有斐閣、2021年4月、ISBN 978-4-641-13858-2）
- 『会社法判例の読み方 : 判例分析の第一歩』（有斐閣、2017年6月、ISBN 978-4-641-13775-2）
- 『実務問答金商法』（商事法務、2022年2月、ISBN 978-4-7857-2927-1）

### 共編
- 『商事法の新しい礎石 : 落合誠一先生古稀記念』（有斐閣、2014年7月、ISBN 978-4-641-13661-8）